# Fish Tales/Swarthy Songs for Swabs
Fish Tales/Swarthy Songs for Swabs es un álbum recopilatorio de la banda neozelandesa The 3Ds, lanzado en 1991. Contiene canciones de sus dos primeros EPs, Fish Tales y Swarthy Songs for Swabs, así como otras pistas que no habían sido publicadas.

## Lista de canciones
1. «First Church»
2. «Dreams of Herge»
3. «Evil Kid»
4. «Fish Tails»
5. «Evocations of W.C. Fields»
6. «Mud Sacrifice»
7. «The Ball of Purple Cotton»
8. «Sing-song»
9. «Bunny»
10. «Ritual Tragick»
11. «Meluzina Man»
12. «Nimmo's Dream»
13. «Grimace»
14. «Hairs»
15. «One Eye Opened»